# Quai de l'Archevêché
Quai de l'Archevêché är en gata på Île de la Cité i Quartier Notre-Dame i Paris 4:e arrondissement. Gatan är uppkallad efter  Archevêché de Paris – Paris ärkebiskopsämbete. Quai de l'Archevêché börjar vid Pont Saint-Louis och Rue du Cloître-Notre-Dame och slutar vid Pont de l'Archevêché.

## Bilder
| - Gatuskylt. - Fontaine de la Vierge. - Mémorial des Martyrs de la Déportation. - Notre-Dame. |

## Omgivningar
- Notre-Dame
- Fontaine de la Vierge
- Mémorial des Martyrs de la Déportation
- Morgue du Quai de l'Archevêché

## Kommunikationer
- Tunnelbana – linje  – Cité
- Busshållplats Pont d'Arcole – Paris bussnät, linje 75
- Busshållplats Quai aux Fleurs – Pont Saint-Louis – Paris bussnät, linje 75

### Webbkällor
- ”Quai de l'Archevêché”. Mairie de Paris. https://web.archive.org/web/20190905051758/http://www.v2asp.paris.fr/commun/v2asp/v2/nomenclature_voies/Voieactu/0395.nom.htm. Läst 27 mars 2022.
- ”Quai de l'Archevêché (4ème arrondissement)”. Les rues de Paris. https://web.archive.org/web/20170607031727/http://www.parisrues.com/rues04/paris-04-quai-de-l-archeveche.html. Läst 27 mars 2022.